# Kisteleki Ede

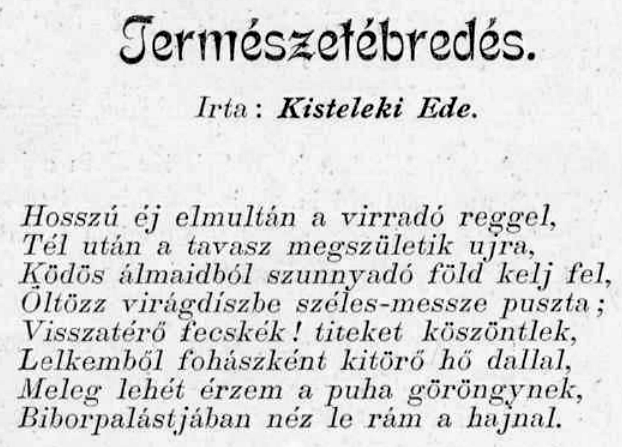
Természetébredés c. versének részlete

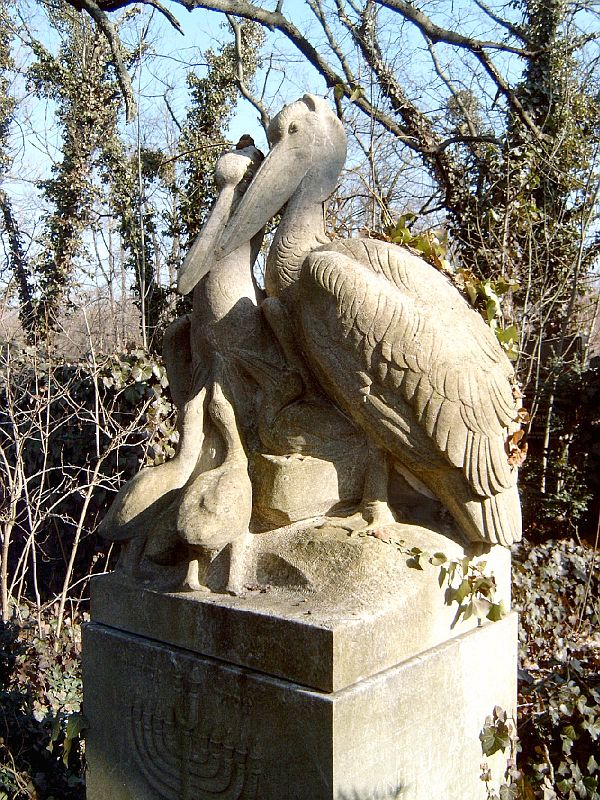
Kisteleki Ede sírja Budapesten. Kozma utcai izraelita temető 15-2-31.

Kisteleki Ede, 1897-ig Reichlinger (Kistelek, 1861. november 26. – Budapest, Terézváros, 1931. május 14.) író, költő, újságíró, lapszerkesztő.

## Életpályája
Reichlinger Zsigmond kisbirtokos és Ausländer Mária fiaként született. A budapesti egyetemen filozófiát és jogot hallgatott. Újságírói pályáját Budapesten kezdte, majd Szegedre került. 1882-ben belépett a Magyar Újság szerkesztőségébe. Később a Pesti Hírlap, majd a Pesti Napló munkatársa volt. 1890-ben került Szegedre. 1890-es évek elejétől a Szegedi Híradó, majd a Szegedi Napló belső munkatársa volt. Reichlinger családi nevét 1897-ben változtatta Kistelekire. 1920-tól haláláig Budapesten élt, halálát érelmeszesedés, szívizom-elfajulás okozta.

## Magánélete
Felesége Kohn Emma (1868–1931) volt.
Gyermekei
- Kisteleki Kornél (1892–1970).[5] Felesége Rabinek Olga (1905–1978) volt.
- Kisteleki Károly (1893–1948) pénzügyminiszteri tanácsos.
- Kisteleki Ibolya (1895–1955). Férje Matány Antal (1890–1944) színész volt.[6]
- Kisteleki Zoltán (1897–?) magánhivatalnok. Felesége Vida Lilla Mária volt, akitől 1938-ban elvált.[7]
- Kisteleki Anikó (1900–?). Férje Herz Ferenc orvos volt, akitől 1930-ban elvált.[8] Második férje Schuller István nagykereskedő volt.[9]

## Főbb művei
- Költemények (Budapest, 1881)
- Szabad ég alatt (elbeszélés, Szeged, 1894)
- Vándorúton (elbeszélés, Szeged, 1900)
- Földön és az égen (versek, Szeged, 1911)

## Társasági tagság
- Dugonics Társaság